# スタートレック:ディープ・スペース・ナインのエピソード一覧
スタートレック:ディープ・スペース・ナインのエピソード一覧（スタートレック:ディープ・スペース・ナインのエピソードいちらん）は、『スタートレック』シリーズ3作目のテレビシリーズであり、1993年1月から1999年6月まで全7シーズン176話がシンジケーション放送された『スタートレック:ディープ・スペース・ナイン』（Star Trek: Deep Space Nine）のエピソードの一覧である。

## シリーズ概要
| シーズン | シーズン | 話数 | 放送年    | DVD発売日     | DVD発売日      |
| シーズン | シーズン | 話数 | 放送年    | リージョン1   | リージョン2    |
| -------- | -------- | ---- | --------- | ------------- | -------------- |
|          | 1        | 20   | 1993      | 2003年2月25日 | 2003年3月24日  |
|          | 2        | 26   | 1993-1994 | 2003年4月1日  | 2003年4月28日  |
|          | 3        | 26   | 1994-1995 | 2003年6月3日  | 2003年6月23日  |
|          | 4        | 26   | 1995-1996 | 2003年8月5日  | 2003年8月25日  |
|          | 5        | 26   | 1996-1997 | 2003年10月7日 | 2003年10月27日 |
|          | 6        | 26   | 1997-1998 | 2003年11月4日 | 2003年12月8日  |
|          | 7        | 26   | 1998-1999 | 2003年12月2日 | 2003年12月22日 |

## エピソード一覧

### 第1シーズン（1993年）
| #   | #       | タイトル                                           | 宇宙暦  | 監督                         | 脚本 | 特集された キャラクター        | 放送日        | プロダクションナンバー |
| --- | ------- | -------------------------------------------------- | ------- | ---------------------------- | --- | ------------------------------ | ------------- | ---------------------- |
| 1–2 | 101-102 | "聖なる神殿の謎" "Emissary"                        | 46379.1 | デヴィッド・カーソン         | 脚本: マイケル・ピラー 原案: リック・バーマン & マイケル・ピラー                                                                                         | シスコ                         | 1993年1月3日  | 401                    |
| 3   | 103     | "スペーステロリスト ターナ・ロス" "Past Prologue"  | 46397.3 | ウィンリック・コルベ         | キャサリン・パワーズ | キラ、ガラック                 | 1993年1月10日 | 404                    |
| 4   | 104     | "宇宙ステーション殺人事件" "A Man Alone"           | 46421.5 | ポール・リンチ               | 脚本: マイケル・ピラー 原案: ジェラルド・サンフォード & マイケル・ピラー                                                                                 | オドー                         | 1993年1月17日 | 403                    |
| 5   | 105     | "恐怖のウイルス" "Babel"                           | 46423.7 | ポール・リンチ               | 脚本: マイケル・マクグリーヴィ & ナレン・シェンカー 原案: サリー・ケイヴス & アイラ・スティーヴン・ベール                                                | 多数                           | 1993年1月24日 | 405                    |
| 6   | 106     | "ワームホールから来たエイリアン" "Captive Pursuit" | 46477.5 | コーリイ・アレン             | 脚本: ジル・シャーマン・ドナー & マイケル・ピラー 原案: ジル・シャーマン・ドナー                                                                         | オブライエン                   | 1993年1月31日 | 406                    |
| 7   | 107     | "超生命体 "Q"" "Q-Less"                            | 46531.2 | ポール・リンチ               | 脚本: ロバート・ヒューイット・ウルフ 原案: ハンナ・ルイーズ・シアラー                                                                                    | Q、ヴァッシュ                  | 1993年2月7日  | 407                    |
| 8   | 108     | "共生結合体 "トリル族"" "Dax"                      | 46910.1 | デヴィッド・カーソン         | 脚本: D・C・フォンタナ & ピーター・アラン・フィールズ 原案: ピーター・アラン・フィールズ                                                                 | ダックス                       | 1993年2月14日 | 408                    |
| 9   | 109     | "宇宙囚人バンティカ" "The Passenger"               | 不明    | ポール・リンチ               | 脚本: モーガン・ジェンデル & ロバート・ヒューイット・ウルフ & マイケル・ピラー 原案: モーガン・ジェンデル                                                | ベシア                         | 1993年2月21日 | 409                    |
| 10  | 110     | "死のゲーム" "Move Along Home"                     | 46612.4 | デヴィッド・カーソン         | 脚本: フレデリック・ラパポート & リサ・リッチ & ジャンヌ・カリガン＝フォーチ 原案: マイケル・ピラー                                                      | 多数                           | 1993年3月14日 | 410                    |
| 11  | 111     | "宇宙商人フェレンギ人" "The Nagus"                 | 46657.0 | デヴィッド・リヴィングストン | 脚本: アイラ・スティーヴン・ベール 原案: デヴィッド・リヴィングストン                                                                                    | クワーク                       | 1993年3月21日 | 411                    |
| 12  | 112     | "エイリアン殺人事件" "Vortex"                      | 46689.6 | ウィンリック・コルベ         | サム・ロルフ | オドー                         | 1993年4月18日 | 412                    |
| 13  | 113     | "戦慄のガンマ宇宙域" "Battle Lines"                | 46715.2 | ポール・リンチ               | 脚本: リチャード・デーナス & エヴァン・カルロス・サマーズ 原案: ヒラリー・J・ベイダー                                                                    | シスコ、キラ                   | 1993年4月25日 | 413                    |
| 14  | 114     | "混迷の惑星 "ベイジョー"" "The Storyteller"        | 46729.1 | デヴィッド・リヴィングストン | 脚本: カート・マイケル・ベンスミラー & アイラ・スティーヴン・ベール 原案: カート・マイケル・ベンスミラー                                                 | オブライエン、ジェイク・シスコ | 1993年5月2日  | 414                    |
| 15  | 115     | "第5の月 "ジェラドー"" "Progress"                  | 46844.3 | レス・ランドウ               | ピーター・アラン・フィールズ | キラ                           | 1993年5月9日  | 415                    |
| 16  | 116     | "夢幻の刻" "If Wishes Were Horses"                 | 46853.2 | ロバート・レガート           | 脚本: ネル・マッキュー・クロフォード & ウィリアム・L・クロフォード & マイケル・ピラー 原案: ネル・マッキュー・クロフォード & ウィリアム・L・クロフォード | 多数                           | 1993年5月16日 | 416                    |
| 17  | 117     | "機械じかけの命" "The Forsaken"                    | 46925.1 | レス・ランドウ               | 脚本: ドン・カルロス・ダナウェイ & マイケル・ピラー 原案: ジム・トロンベッタ                                                                             | オドー                         | 1993年5月23日 | 417                    |
| 18  | 118     | "反逆のテレパス・エネルギー" "Dramatis Personae"   | 46922.3 | クリフ・ボール               | ジョー・メノスキー | 多数                           | 1993年5月30日 | 418                    |
| 19  | 119     | "謎のカーデシア星人" "Duet"                        | 46933.4 | ジェームズ・L・コンウェイ    | 脚本: ピーター・アラン・フィールズ 原案: リサ・リッチ & ジャンヌ・カリガン＝フォーチ                                                                     | キラ                           | 1993年6月13日 | 419                    |
| 20  | 120     | "預言者の導き" "In the Hands of the Prophets"      | 46951.7 | デヴィッド・リヴィングストン | ロバート・ヒューイット・ウルフ | シスコ、キラ                   | 1993年6月20日 | 420                    |

1. ↑  Netflixでは二つのエピソードがまとめられ、以降のエピソード番号はずれる

### 第2シーズン（1993年 - 94年）
| #  | #   | タイトル                                    | 宇宙暦  | 監督                         | 脚本 | 特集された キャラクター            | 放送日         | プロダクションナンバー |
| -- | --- | ------------------------------------------- | ------- | ---------------------------- | --- | ---------------------------------- | -------------- | ---------------------- |
| 21 | 201 | "帰ってきた英雄 パート1" "The Homecoming"   | 47101.2 | ウィンリック・コルベ         | 脚本: アイラ・スティーヴン・ベール 原案: ジェリ・テイラー & アイラ・スティーヴン・ベール                                                 | シスコ、キラ                       | 1993年9月26日  | 421                    |
| 22 | 202 | "帰ってきた英雄 パート2" "The Circle"       | 47125.7 | コーリイ・アレン             | ピーター・アラン・フィールズ | シスコ、キラ                       | 1993年10月3日  | 422                    |
| 23 | 203 | "帰ってきた英雄 パート3" "The Siege"        | 47143.9 | ウィンリック・コルベ         | マイケル・ピラー | シスコ、キラ                       | 1993年10月10日 | 423                    |
| 24 | 204 | "突然の侵入者" "Invasive Procedures"        | 47182.1 | レス・ランドウ               | 脚本: ジョン・ウェルプレイ & ロバート・ヒューイット・ウルフ 原案: ジョン・ウェルプレイ                                                   | ダックス                           | 1993年10月17日 | 424                    |
| 25 | 205 | "戦慄のカーデシア星人" "Cardassians"        | 47177.2 | クリフ・ボール               | 脚本: ジェームス・クロッカー 原案: ジーン・ウォランド & ジョン・ライト                                                                   | ガラック、ベシア                   | 1993年10月24日 | 425                    |
| 26 | 206 | "エレージアン星人" "Melora"                 | 47229.1 | クリフ・ボール               | 脚本: エヴァン・カルロス・サマーズ & スティーヴン・バウム & マイケル・ピラー & ジェームス・クロッカー 原案: エヴァン・カルロス・サマーズ | ベシア                             | 1993年10月31日 | 426                    |
| 27 | 207 | "フェレンギ星人の掟" "Rules of Acquisition" | 47261.7 | デヴィッド・リヴィングストン | 脚本: アイラ・スティーヴン・ベール 原案: ヒラリー・J・ベイダー                                                                           | クワーク                           | 1993年11月7日  | 427                    |
| 28 | 208 | "殺しの密告者" "Necessary Evil"             | 47282.5 | ジェームズ・L・コンウェイ    | ピーター・アラン・フィールズ | オドー、キラ                       | 1993年11月14日 | 428                    |
| 29 | 209 | "愛の幻影" "Second Sight"                   | 47329.4 | アレクサンダー・シンガー     | 脚本: Mark Gehred-O'Connell & アイラ・スティーヴン・ベール & ロバート・ヒューイット・ウルフ 原案: Mark Gehred-O'Connell                  | シスコ                             | 1993年11月21日 | 429                    |
| 30 | 210 | "さまよえるスクリーア星人" "Sanctuary"      | 47391.2 | レス・ランドウ               | 脚本: フレデリック・ラパポート 原案: ゲイブ・エッソー & ケリー・マイルズ                                                                 | キラ                               | 1993年11月28日 | 430                    |
| 31 | 211 | "詐欺師エル・オーリアン星人" "Rivals"       | 47349.2 | デヴィッド・リヴィングストン | 脚本: ジョー・メノスキー 原案: ジム・トロンベッタ & マイケル・ピラー                                                                     | クワーク                           | 1994年1月2日   | 431                    |
| 32 | 212 | "流動体生物の秘密" "The Alternate"          | 47352.1 | デヴィッド・カーソン         | 脚本: ビル・ダイアル 原案: ジム・トロンベッタ & ビル・ダイアル                                                                           | オドー                             | 1994年1月9日   | 432                    |
| 33 | 213 | "最終兵器解体の陰謀" "Armageddon Game"      | 47444.8 | ウィンリック・コルベ         | モーガン・ジェンデル | ベシア、オブライエン               | 1994年1月30日  | 433                    |
| 34 | 214 | "オブライエンの孤立" "Whispers"             | 47581.2 | レス・ランドウ               | ポール・ロバート・コイル | オブライエン                       | 1994年2月6日   | 434                    |
| 35 | 215 | "自然回帰" "Paradise"                       | 47573.1 | コーリイ・アレン             | 脚本: ジェフ・キング & リチャード・マニング & ハンス・バイムラー 原案: ジム・トロンベッタ & ジェームス・クロッカー                       | シスコ                             | 1994年2月13日  | 435                    |
| 36 | 216 | "幻影の村" "Shadowplay"                     | 47603.3 | ロバート・シアラー           | ロバート・ヒューイット・ウルフ | オドー、キラ、ジェイク・シスコ     | 1994年2月20日  | 436                    |
| 37 | 217 | "宇宙の原型" "Playing God"                  | 47678.3 | デヴィッド・リヴィングストン | 脚本: ジム・トロンベッタ & マイケル・ピラー 原案: ジム・トロンベッタ                                                                     | ダックス                           | 1994年2月27日  | 437                    |
| 38 | 218 | "クワークの愛" "Profit and Loss"            | 47701.5 | ロバート・ウィーマー         | フリップ・コブラー & シンディ・マーカス                                                                                                  | クワーク                           | 1994年3月20日  | 438                    |
| 39 | 219 | "血の誓い" "Blood Oath"                     | 47789.8 | ウィンリック・コルベ         | 脚本・原案: ピーター・アラン・フィールズ アイデア: アンドレア・ムーア・アルトン                                                          | ダックス                           | 1994年3月27日  | 439                    |
| 40 | 220 | "戦争回避 パート1" "The Maquis, Part I"     | 47802.3 | デヴィッド・リヴィングストン | 脚本: ジェームス・クロッカー 原案: リック・バーマン & マイケル・ピラー & ジェリ・テイラー & ジェームス・クロッカー                       | シスコ                             | 1994年4月24日  | 440                    |
| 41 | 221 | "戦争回避 パート2" "The Maquis, Part II"    | 47805.1 | コーリイ・アレン             | 脚本: アイラ・スティーヴン・ベール 原案: リック・バーマン & マイケル・ピラー & ジェリ・テイラー & アイラ・スティーヴン・ベール           | シスコ                             | 1994年5月1日   | 441                    |
| 42 | 222 | "義務と友情" "The Wire"                     | 47849.8 | キム・フリードマン           | ロバート・ヒューイット・ウルフ | ベシア、ガラック                   | 1994年5月8日   | 442                    |
| 43 | 223 | "二人のキラ" "Crossover"                    | 47879.2 | デヴィッド・リヴィングストン | 脚本: ピーター・アラン・フィールズ & マイケル・ピラー 原案: ピーター・アラン・フィールズ                                                 | キラ、ベシア                       | 1994年5月15日  | 443                    |
| 44 | 224 | "密告者" "The Collaborator"                 | 47921.5 | クリフ・ボール               | 脚本: ゲイリー・ホランド & アイラ・スティーヴン・ベール & ロバート・ヒューイット・ウルフ 原案: ゲイリー・ホランド                        | キラ                               | 1994年5月22日  | 444                    |
| 45 | 225 | "疑惑の法廷" "Tribunal"                     | 47944.2 | エイヴリー・ブルックス       | ビル・ダイアル | オブライエン                       | 1994年6月5日   | 445                    |
| 46 | 226 | "新たなる脅威" "The Jem'Hadar"              | 47987.5 | キム・フリードマン           | アイラ・スティーヴン・ベール | シスコ、クワーク、ジェイク・シスコ | 1994年6月12日  | 446                    |

### 第3シーズン（1994年 - 95年）
| #  | #   | タイトル                                         | 宇宙暦  | 監督                         | 脚本 | 特集された キャラクター      | 放送日         | プロダクションナンバー |
| -- | --- | ------------------------------------------------ | ------- | ---------------------------- | --- | ---------------------------- | -------------- | ---------------------- |
| 47 | 301 | "ドミニオンの野望〜前編〜" "The Search, Part I"  | 48213.1 | キム・フリードマン           | 脚本: ロナルド・D・ムーア 原案: アイラ・スティーヴン・ベール & ロバート・ヒューイット・ウルフ                                 | 多数                         | 1994年9月26日  | 447                    |
| 48 | 302 | "ドミニオンの野望〜後編〜" "The Search, Part II" | 48213.1 | ジョナサン・フレイクス       | 脚本: アイラ・スティーヴン・ベール 原案: アイラ・スティーヴン・ベール & ロバート・ヒューイット・ウルフ                        | 多数                         | 1994年10月3日  | 448                    |
| 49 | 303 | "クワークの結婚" "The House of Quark"            | 48224.2 | レス・ランドウ               | 脚本: ロナルド・D・ムーア 原案: トム・ベンコ                                                                                  | クワーク                     | 1994年10月10日 | 449                    |
| 50 | 304 | "仮面の幻影" "Equilibrium"                       | 48231.7 | クリフ・ボール               | 脚本: レネ・エシェヴァリア 原案: クリストファー・ティーグ                                                                     | ダックス                     | 1994年10月17日 | 450                    |
| 51 | 305 | "恐るべき過去" "Second Skin"                     | 48244.5 | レス・ランドウ               | ロバート・ヒューイット・ウルフ                                                                                                | キラ                         | 1994年10月24日 | 451                    |
| 52 | 306 | "捨て子の秘密" "The Abandoned"                   | 48301.1 | エイヴリー・ブルックス       | D・トーマス・マイオ & Steve Warnek                                                                                            | オドー                       | 1994年10月31日 | 452                    |
| 53 | 307 | "暴徒制圧モード始動" "Civil Defense"             | 48388.8 | レザ・バディ                 | マイク・クルーン | 多数                         | 1994年11月7日  | 453                    |
| 54 | 308 | "次元移動惑星M" "Meridian"                       | 48423.2 | ジョナサン・フレイクス       | 脚本: Mark Gehred-O'Connell 原案: ヒラリー・J・ベイダー & エヴァン・カルロス・サマーズ                                        | ダックス                     | 1994年11月14日 | 454                    |
| 55 | 309 | "奪われたディファイアント" "Defiant"             | 48467.3 | クリフ・ボール               | ロナルド・D・ムーア | シスコ、キラ、トム・ライカー | 1994年11月21日 | 455                    |
| 56 | 310 | "恋の感謝祭" "Fascination"                       | 48441.6 | エイヴリー・ブルックス       | 脚本: フィリップ・ラゼブニク 原案: アイラ・スティーヴン・ベール & ジェームス・クロッカー                                      | 多数                         | 1994年11月28日 | 456                    |
| 57 | 311 | "2024年暴動の夜〜前編〜" "Past Tense, Part I"    | 48481.2 | レザ・バディ                 | 脚本: ロバート・ヒューイット・ウルフ 原案: アイラ・スティーヴン・ベール & ロバート・ヒューイット・ウルフ                      | シスコ、ベシア               | 1995年1月2日   | 457                    |
| 58 | 312 | "2024年暴動の夜〜後編〜" "Past Tense, Part II"   | 48481.2 | ジョナサン・フレイクス       | 脚本: アイラ・スティーヴン・ベール & レネ・エシェヴァリア 原案: アイラ・スティーヴン・ベール & ロバート・ヒューイット・ウルフ | シスコ、ベシア               | 1995年1月9日   | 458                    |
| 59 | 313 | "バライルの死" "Life Support"                    | 48498.4 | レザ・バディ                 | 脚本: ロナルド・D・ムーア 原案: クリスチャン・フォード & ロジャー・ソファー                                                   | キラ、ベシア                 | 1995年1月31日  | 459                    |
| 60 | 314 | "可変種の定め" "Heart of Stone"                  | 48521.5 | アレクサンダー・シンガー     | アイラ・スティーヴン・ベール & ロバート・ヒューイット・ウルフ                                                                 | オドー、キラ                 | 1995年2月6日   | 460                    |
| 61 | 315 | "3匹の毒蛇" "Destiny"                            | 48543.2 | レス・ランドウ               | デヴィッド・S・コーエン & マーティン・A・ワイナー                                                                             | シスコ                       | 1995年2月13日  | 461                    |
| 62 | 316 | "新・金儲けの秘訣" "Prophet Motive"              | 48555.5 | ルネ・オーベルジョノワ       | アイラ・スティーヴン・ベール & ロバート・ヒューイット・ウルフ                                                                 | クワーク                     | 1995年2月20日  | 462                    |
| 63 | 317 | "DS9破壊工作" "Visionary"                        | 48576.7 | レザ・バディ                 | 脚本: ジョン・シャーリー 原案: イーサン・H・カルク                                                                            | オブライエン                 | 1995年2月27日  | 463                    |
| 64 | 318 | "老化促進テレパシー" "Distant Voices"            | 48592.2 | アレクサンダー・シンガー     | 脚本: アイラ・スティーヴン・ベール & ロバート・ヒューイット・ウルフ 原案: ジョー・メノスキー                                  | ベシア                       | 1995年4月10日  | 464                    |
| 65 | 319 | "鏡の裏のシスコ" "Through the Looking Glass"     | 48601.1 | ウィンリック・コルベ         | アイラ・スティーヴン・ベール & ロバート・ヒューイット・ウルフ                                                                 | シスコ                       | 1995年4月17日  | 466                    |
| 66 | 320 | "姿なき連合艦隊（前編）" "Improbable Cause"      | 48620.3 | エイヴリー・ブルックス       | 脚本: レネ・エシェヴァリア 原案: ロバート・レダーマン & デヴィッド・R・ロング                                                 | オドー、ガラック             | 1995年4月24日  | 465                    |
| 67 | 321 | "姿なき連合艦隊（後編）" "The Die is Cast"       | 48622.5 | デヴィッド・リヴィングストン | ロナルド・D・ムーア | オドー、ガラック             | 1995年5月1日   | 467                    |
| 68 | 322 | "夢の古代船" "Explorers"                         | 48699.9 | クリフ・ボール               | 脚本: レネ・エシェヴァリア 原案: ヒラリー・J・ベイダー                                                                        | シスコ、ジェイク・シスコ     | 1995年5月8日   | 468                    |
| 69 | 323 | "クワークの母" "Family Business"                 | 48731.2 | ルネ・オーベルジョノワ       | アイラ・スティーヴン・ベール & ロバート・ヒューイット・ウルフ                                                                 | クワーク                     | 1995年5月15日  | 469                    |
| 70 | 324 | "シャカールの乱" "Shakaar"                       | 48764.8 | ジョナサン・ウェスト         | ゴードン・ドーソン | キラ                         | 1995年5月22日  | 470                    |
| 71 | 325 | "クルゾンの秘密" "Facets"                        | 48959.1 | クリフ・ボール               | レネ・エシェヴァリア | ダックス                     | 1995年6月12日  | 471                    |
| 72 | 326 | "忍び寄る可変種の脅威" "The Adversary"           | 48962.5 | アレクサンダー・シンガー     | アイラ・スティーヴン・ベール & ロバート・ヒューイット・ウルフ                                                                 | 多数                         | 1995年6月19日  | 472                    |

### 第4シーズン（1995年 - 96年）
| #     | #       | タイトル                                     | 宇宙暦  | 監督                         | 脚本 | 特集された キャラクター  | 放送日         | プロダクションナンバー |
| ----- | ------- | -------------------------------------------- | ------- | ---------------------------- | --- | ------------------------ | -------------- | ---------------------- |
| 73–74 | 401-402 | "クリンゴンの暴挙" "The Way of the Warrior"  | 49011.4 | ジェームズ・L・コンウェイ    | アイラ・スティーヴン・ベール & ロバート・ヒューイット・ウルフ                                                       | ウォーフ                 | 1995年10月2日  | 473                    |
| 75    | 403     | "父と子" "The Visitor"                       | 49037.7 | デヴィッド・リヴィングストン | マイケル・テイラー                                                                                                  | シスコ、ジェイク・シスコ | 1995年10月9日  | 476                    |
| 76    | 404     | "苦悩するジェム・ハダー" "Hippocratic Oath"  | 49066.5 | ルネ・オーベルジョノワ       | 脚本: リサ・クリンク 原案: ニコラス・コレア & リサ・クリンク                                                        | ベシア、オブライエン     | 1995年10月16日 | 475                    |
| 77    | 405     | "デュカットの娘" "Indiscretion"              | 49122.4 | レヴァー・バートン           | 脚本: ニコラス・コレア 原案: トニ・マーベリー & ジャック・トレヴィノ                                                | キラ、デュカット         | 1995年10月23日 | 477                    |
| 78    | 406     | "禁じられた愛の絆" "Rejoined"                | 49195.5 | エイヴリー・ブルックス       | 脚本: ロナルド・D・ムーア & レネ・エシェヴァリア 原案: レネ・エシェヴァリア                                         | ダックス                 | 1995年10月30日 | 478                    |
| 79    | 407     | "ディファイアントの危機" "Starship Down"     | 49263.5 | アレクサンダー・シンガー     | デヴィッド・アラン・マック & ジョン・J・オードヴァー                                                                | 多数                     | 1995年11月6日  | 479                    |
| 80    | 408     | "フェレンギ人囚わる" "Little Green Men"      | 49201.3 | ジェームズ・L・コンウェイ    | 脚本: アイラ・スティーヴン・ベール & ロバート・ヒューイット・ウルフ 原案: トニ・マーベリー & ジャック・トレヴィノ   | クワーク、ロム、ノーグ   | 1995年11月13日 | 480                    |
| 81    | 409     | "カーレスの剣" "The Sword of Kahless"        | 49263.5 | レヴァー・バートン           | 脚本: ハンス・バイムラー 原案: リチャード・デーナス                                                                 | ウォーフ                 | 1995年11月20日 | 481                    |
| 82    | 410     | "ドクター・ノア" "Our Man Bashir"            | 49300.7 | ウィンリック・コルベ         | 脚本: ロナルド・D・ムーア 原案: ロバート・ギラン                                                                    | ベシア                   | 1995年11月27日 | 482                    |
| 83    | 411     | "地球戒厳令〜前編〜" "Homefront"             | 49170   | デヴィッド・リヴィングストン | アイラ・スティーヴン・ベール & ロバート・ヒューイット・ウルフ                                                       | シスコ                   | 1996年1月1日   | 483                    |
| 84    | 412     | "地球戒厳令〜後編〜" "Paradise Lost"         | 49482.3 | レザ・バディ                 | 脚本: アイラ・スティーヴン・ベール & ハンス・バイムラー 原案: ロナルド・D・ムーア                                   | シスコ                   | 1996年1月8日   | 484                    |
| 85    | 413     | "ジェラシー" "Crossfire"                     | 49517.3 | レス・ランドウ               | レネ・エシェヴァリア                                                                                                | オドー                   | 1996年1月29日  | 485                    |
| 86    | 414     | "新たなる戦線" "Return to Grace"             | 49534.2 | ジョナサン・ウェスト         | 脚本: ハンス・バイムラー 原案: トム・ベンコ                                                                         | キラ、デュカット         | 1996年2月5日   | 486                    |
| 87    | 415     | "モーグの息子たち" "Sons of Mogh"            | 49556.2 | デヴィッド・リヴィングストン | ロナルド・D・ムーア                                                                                                 | ウォーフ                 | 1996年2月12日  | 487                    |
| 88    | 416     | "ロムの反乱" "Bar Association"               | 49565.1 | レヴァー・バートン           | 脚本: ロバート・ヒューイット・ウルフ & アイラ・スティーヴン・ベール 原案: バーバラ・J・リー & ジェニファー・A・リー | クワーク、ロム           | 1996年2月19日  | 488                    |
| 89    | 417     | "選ばれし者の困惑" "Accession"               | 49600.7 | レス・ランドウ               | ジェーン・エスペンソン                                                                                              | シスコ                   | 1996年2月26日  | 489                    |
| 90    | 418     | "裁かれるウォーフ" "Rules of Engagement"     | 49665.3 | レヴァー・バートン           | 脚本: ロナルド・D・ムーア 原案: デヴィッド・ウェドル & ブラッドリー・トンプソン                                     | ウォーフ                 | 1996年4月8日   | 490                    |
| 91    | 419     | "つくられた記憶" "Hard Time"                 | 49680.5 | アレクサンダー・シンガー     | 脚本: ロバート・ヒューイット・ウルフ 原案: ダニエル・キーズ・モラン & リン・バーカー                                | オブライエン             | 1996年4月15日  | 491                    |
| 92    | 420     | "鏡あわせのジェニファー" "Shattered Mirror"  | 49699.1 | ジェームズ・L・コンウェイ    | アイラ・スティーヴン・ベール & ハンス・バイムラー                                                                   | シスコ、ジェイク・シスコ | 1996年4月22日  | 492                    |
| 93    | 421     | "二人の女神" "The Muse"                      | 49702.2 | デヴィッド・リヴィングストン | 脚本: レネ・エシェヴァリア 原案: レネ・エシェヴァリア & メイジェル・バレット＝ロッデンベリー                        | オドー、ジェイク・シスコ | 1996年4月29日  | 493                    |
| 94    | 422     | "裏切り者は誰だ" "For the Cause"             | 49729.8 | ジェームズ・L・コンウェイ    | 脚本: ロナルド・D・ムーア 原案: Mark Gehred-O'Connell                                                               | シスコ                   | 1996年5月6日   | 494                    |
| 95    | 423     | "戦士の宿命" "To the Death"                  | 49904.2 | レヴァー・バートン           | アイラ・スティーヴン・ベール & ロバート・ヒューイット・ウルフ                                                       | 多数                     | 1996年5月13日  | 495                    |
| 96    | 424     | "星に死の満つる時" "The Quickening"          | 49909.7 | ルネ・オーベルジョノワ       | ナレン・シェンカー                                                                                                  | ベシア                   | 1996年5月20日  | 496                    |
| 97    | 425     | "クワーク絶体絶命" "Body Parts"              | 49930.3 | エイヴリー・ブルックス       | 脚本: ハンス・バイムラー 原案: Louis P. DeSantis & Robert J. Bolivar                                                | クワーク                 | 1996年6月10日  | 497                    |
| 98    | 426     | "可変種の脅威・第二幕（前編）" "Broken Link" | 49962.4 | レス・ランドウ               | 脚本: アイラ・スティーヴン・ベール & ロバート・ヒューイット・ウルフ 原案: ジョージ・A・ブロザック                   | オドー                   | 1996年6月17日  | 498                    |

1. ↑  Netflixでは二つのエピソードがまとめられ、以降のエピソード番号はずれる

### 第5シーズン（1996年 - 97年）
| #   | #   | タイトル                                                        | 宇宙暦  | 監督                               | 脚本 | 特集された キャラクター            | 放送日         | プロダクションナンバー |
| --- | --- | --------------------------------------------------------------- | ------- | ---------------------------------- | --- | ---------------------------------- | -------------- | ---------------------- |
| 99  | 501 | "可変種の脅威・第二幕（後編）" "Apocalypse Rising"              | 不明    | ジェームズ・L・コンウェイ          | アイラ・スティーヴン・ベール & ロバート・ヒューイット・ウルフ                                                                             | シスコ、オドー、オブライエン       | 1996年9月30日  | 499                    |
| 100 | 502 | "神の船" "The Ship"                                             | 50049.3 | キム・フリードマン                 | 脚本: ハンス・バイムラー 原案: Pam Wigginton & Rick Cason                                                                                 | シスコ、ダックス、オブライエン     | 1996年10月7日  | 500                    |
| 101 | 503 | "クワークの再婚" "Looking for par'Mach in All the Wrong Places" | 不明    | アンドリュー・J・ロビンソン        | ロナルド・D・ムーア | ウォーフ、ダックス、クワーク       | 1996年10月14日 | 501                    |
| 102 | 504 | "戦う勇気" "...Nor the Battle to the Strong"                    | 不明    | キム・フリードマン                 | 脚本: レネ・エシェヴァリア 原案: ブライス・R・パーカー                                                                                    | ジェイク・シスコ、ベシア           | 1996年10月21日 | 502                    |
| 103 | 505 | "ケイコのために" "The Assignment"                               | 不明    | アラン・クローカー                 | 脚本: デヴィッド・ウェドル & ブラッドリー・トンプソン 原案: デヴィッド・R・ロング & ロバート・レダーマン                                  | オブライエン                       | 1996年10月28日 | 504                    |
| 104 | 506 | "伝説の時空へ" "Trials and Tribble-ations"                      | 4523.7  | ジョナサン・ウェスト               | 脚本: ロナルド・D・ムーア & レネ・エシェヴァリア 原案: アイラ・スティーヴン・ベール & ハンス・バイムラー & ロバート・ヒューイット・ウルフ | 多数                               | 1996年11月4日  | 503                    |
| 105 | 507 | "享楽の星・ライサ" "Let He Who Is Without Sin..."               | 不明    | ルネ・オーベルジョノワ             | ロバート・ヒューイット・ウルフ & アイラ・スティーヴン・ベール                                                                             | ウォーフ、ダックス                 | 1996年11月11日 | 505                    |
| 106 | 508 | "秘められた過去" "Things Past"                                  | 不明    | レヴァー・バートン                 | マイケル・テイラー | シスコ、オドー、ダックス、ガラック | 1996年11月18日 | 506                    |
| 107 | 509 | "あの頂を目指せ" "The Ascent"                                   | 不明    | アラン・クローカー                 | アイラ・スティーヴン・ベール & ロバート・ヒューイット・ウルフ                                                                             | オドー、クワーク                   | 1996年11月25日 | 507                    |
| 108 | 510 | "預言者シスコ" "Rapture"                                        | 不明    | ジョナサン・ウェスト               | 脚本: ハンス・バイムラー 原案: L.J. Strom                                                                                                 | シスコ                             | 1996年12月30日 | 508                    |
| 109 | 511 | "一人、また一人、そして…" "The Darkness and the Light"          | 50416.2 | マイク・ヴェジャー                 | 脚本: ロナルド・D・ムーア 原案: ブライアン・フラー                                                                                        | キラ                               | 1997年1月6日   | 509                    |
| 110 | 512 | "幼き命" "The Begotten"                                         | 不明    | ヘスース・サルバドール・トレビーノ | レネ・エシェヴァリア | オドー                             | 1997年1月27日  | 510                    |
| 111 | 513 | "エディングトンの逆襲" "For the Uniform"                        | 50485.2 | ヴィクター・ロブル                 | ピーター・アラン・フィールズ | シスコ                             | 1997年2月3日   | 511                    |
| 112 | 514 | "敗れざる者（前編）" "In Purgatory's Shadow"                    | 不明    | ガブリエル・ボーモント             | ロバート・ヒューイット・ウルフ & アイラ・スティーヴン・ベール                                                                             | 多数                               | 1997年2月10日  | 512                    |
| 113 | 515 | "敗れざる者（後編）" "By Inferno's Light"                       | 50564.2 | レス・ランドウ                     | アイラ・スティーヴン・ベール & ロバート・ヒューイット・ウルフ                                                                             | 多数                               | 1997年2月17日  | 513                    |
| 114 | 516 | "ジュリアンの秘密" "Doctor Bashir, I Presume?"                  | 不明    | デヴィッド・リヴィングストン       | 脚本: ロナルド・D・ムーア 原案: ジミー・ディグス                                                                                          | ベシア                             | 1997年2月24日  | 514                    |
| 115 | 517 | "オドーの恋" "A Simple Investigation"                           | 不明    | ジョン・T・クレッチマー            | レネ・エシェヴァリア | オドー                             | 1997年3月31日  | 515                    |
| 116 | 518 | "武器を売る者" "Business as Usual"                              | 不明    | シディグ・エル・ファディル         | ブラッドリー・トンプソン & デヴィッド・ウェドル                                                                                           | クワーク                           | 1997年4月7日   | 516                    |
| 117 | 519 | "父死す" "Ties of Blood and Water"                              | 50712.5 | エイヴリー・ブルックス             | 脚本: ロバート・ヒューイット・ウルフ 原案: エドモンド・ニューマン & ロビン・L・スローカム                                                 | キラ                               | 1997年4月14日  | 517                    |
| 118 | 520 | "愛の値段" "Ferengi Love Songs"                                 | 不明    | ルネ・オーベルジョノワ             | アイラ・スティーヴン・ベール & ハンス・バイムラー                                                                                         | クワーク                           | 1997年4月21日  | 518                    |
| 119 | 521 | "我らクリンゴン" "Soldiers of the Empire"                       | 不明    | レヴァー・バートン                 | ロナルド・D・ムーア | ウォーフ、ダックス                 | 1997年4月28日  | 519                    |
| 120 | 522 | "末裔の星" "Children of Time"                                   | 50814.2 | アラン・クローカー                 | 脚本: レネ・エシェヴァリア 原案: ゲイリー・ホランド & イーサン・H・カルク                                                                 | 多数                               | 1997年5月5日   | 520                    |
| 121 | 523 | "最後のテロリスト" "Blaze of Glory"                             | 不明    | キム・フリードマン                 | ロバート・ヒューイット・ウルフ & アイラ・スティーヴン・ベール                                                                             | シスコ                             | 1997年5月12日  | 521                    |
| 122 | 524 | "眠れるステーション エムポック・ノール" "Empok Nor"             | 不明    | マイク・ヴェジャー                 | 脚本: ハンス・バイムラー 原案: ブライアン・フラー                                                                                         | オブライエン、ガラック             | 1997年5月19日  | 522                    |
| 123 | 525 | "プレゼント大作戦" "In the Cards"                               | 50929.4 | マイケル・ドーン                   | 脚本: ロナルド・D・ムーア 原案: Truly Barr Clark & スコット・J・ニール                                                                    | ジェイク・シスコ                   | 1997年6月9日   | 523                    |
| 124 | 526 | "DS9撤退の日" "Call to Arms"                                    | 50975.2 | アラン・クローカー                 | アイラ・スティーヴン・ベール & ロバート・ヒューイット・ウルフ                                                                             | 多数                               | 1997年6月16日  | 524                    |

### 第6シーズン（1997年 - 98年）
| #   | #   | タイトル                                                        | 宇宙暦  | 監督                               | 脚本 | 特集された キャラクター            | 放送日                 | プロダクションナンバー |
| --- | --- | --------------------------------------------------------------- | ------- | ---------------------------------- | --- | ---------------------------------- | ---------------------- | ---------------------- |
| 125 | 601 | "明日なき撤退" "A Time to Stand"                                | 不明    | アラン・クローカー                 | アイラ・スティーヴン・ベール & ハンス・バイムラー                                                            | 多数                               | 1997年9月29日          | 525                    |
| 126 | 602 | "洞窟の密約" "Rocks and Shoals"                                 | 51107.2 | マイク・ヴェジャー                 | ロナルド・D・ムーア                                                                                          | 多数                               | 1997年10月6日          | 527                    |
| 127 | 603 | "過去を越えた絆" "Sons and Daughters"                           | 不明    | ヘスース・サルバドール・トレビーノ | ブラッドリー・トンプソン & デヴィッド・ウェドル                                                              | ウォーフ、キラ                     | 1997年10月13日         | 526                    |
| 128 | 604 | "レジスタンスの苦悩" "Behind the Lines"                         | 51149.5 | レヴァー・バートン                 | レネ・エシェヴァリア                                                                                         | シスコ、オドー、キラ               | Monday, 1997年10月20日 | 528                    |
| 129 | 605 | "ディープスペース・ナイン奪還作戦パート1" "Favor the Bold"      | 不明    | ウィンリック・コルベ               | アイラ・スティーヴン・ベール & ハンス・バイムラー                                                            | 多数                               | 1997年10月27日         | 529                    |
| 130 | 606 | "ディープスペース・ナイン奪還作戦パート2" "Sacrifice of Angels" | 不明    | アラン・クローカー                 | アイラ・スティーヴン・ベール & ハンス・バイムラー                                                            | 多数                               | 1997年11月3日          | 530                    |
| 131 | 607 | "花嫁の試練" "You are Cordially Invited..."                     | 51247.5 | デヴィッド・リヴィングストン       | ロナルド・D・ムーア                                                                                          | ダックス、ウォーフ                 | 1997年11月10日         | 531                    |
| 132 | 608 | "聖者の復活" "Resurrection"                                     | 不明    | レヴァー・バートン                 | マイケル・テイラー                                                                                           | キラ                               | 1997年11月17日         | 532                    |
| 133 | 609 | "封じられた最終戦略" "Statistical Probabilities"                | 不明    | アンソン・ウィリアムズ             | 脚本: レネ・エシェヴァリア 原案: Pam Pietroforte                                                             | ベシア                             | 1997年11月24日         | 533                    |
| 134 | 610 | "闘う交渉人フェレンギ" "The Magnificent Ferengi"                | 不明    | チップ・チャーマーズ               | アイラ・スティーヴン・ベール & ハンス・バイムラー                                                            | クワーク                           | 1998年1月1日           | 534                    |
| 135 | 611 | "不滅の悪意" "Waltz"                                            | 51413.6 | ルネ・オーベルジョノワ             | ロナルド・D・ムーア                                                                                          | シスコ、デュカット                 | 1998年1月8日           | 535                    |
| 136 | 612 | "モーンの遺産" "Who Mourns for Morn?"                           | 不明    | ヴィクター・ロブル                 | Mark Gehred-O'Connell                                                                                        | クワーク                           | 1998年2月4日           | 536                    |
| 137 | 613 | "夢、遥かなる地にて" "Far Beyond the Stars"                     | 不明    | エイヴリー・ブルックス             | 脚本: アイラ・スティーヴン・ベール & ハンス・バイムラー 原案: マーク・スコット・ジクリー                     | シスコ                             | 1998年2月11日          | 538                    |
| 138 | 614 | "ルビコンの奇跡" "One Little Ship"                              | 51474.2 | アラン・クローカー                 | デヴィッド・ウェドル & ブラッドリー・トンプソン                                                              | 多数                               | 1998年2月18日          | 537                    |
| 139 | 615 | "非常の捜査線" "Honor Among Thieves"                            | 不明    | アラン・イーストマン               | 脚本: レネ・エシェヴァリア 原案: フィリップ・キム                                                            | オブライエン                       | 1998年2月25日          | 539                    |
| 140 | 616 | "至高の絆" "Change of Heart"                                    | 51597.2 | デヴィッド・リヴィングストン       | ロナルド・D・ムーア                                                                                          | ウォーフ、ダックス                 | 1998年3月4日           | 540                    |
| 141 | 617 | "憎悪を超えて" "Wrongs Darker Than Death or Night"              | 不明    | ジョナサン・ウェスト               | アイラ・スティーヴン・ベール & ハンス・バイムラー                                                            | キラ                               | 1998年4月1日           | 541                    |
| 142 | 618 | "記憶なきスパイ" "Inquisition"                                  | 不明    | マイケル・ドーン                   | ブラッドリー・トンプソン & デヴィッド・ウェドル                                                              | ベシア                             | 1998年4月8日           | 542                    |
| 143 | 619 | "消された偽造作戦" "In the Pale Moonlight"                      | 51721.3 | ヴィクター・ロブル                 | 脚本: マイケル・テイラー 原案: ピーター・アラン・フィールズ                                                  | シスコ、ガラック                   | 1998年4月15日          | 543                    |
| 144 | 620 | "心をつなぐホログラム" "His Way"                                | 不明    | アラン・クローカー                 | アイラ・スティーヴン・ベール & ハンス・バイムラー                                                            | オドー                             | 1998年4月22日          | 544                    |
| 145 | 621 | "善と悪の叫び" "The Reckoning"                                  | 不明    | ヘスース・サルバドール・トレビーノ | 脚本: デヴィッド・ウェドル & ブラッドリー・トンプソン 原案: ハリー・M・ワークスマン & ガブリエル・スタントン | シスコ                             | 1998年4月29日          | 545                    |
| 146 | 622 | "過信" "Valiant"                                                | 51825.4 | マイク・ヴェジャー                 | ロナルド・D・ムーア                                                                                          | ジェイク・シスコ、ノーグ           | 1998年5月6日           | 546                    |
| 147 | 623 | "グランド・ネーガスは永遠に" "Profit and Lace"                  | 不明    | アレクサンダー・シディグ           | アイラ・スティーヴン・ベール & ハンス・バイムラー                                                            | クワーク                           | 1998年5月13日          | 547                    |
| 148 | 624 | "時の迷い子" "Time's Orphan"                                    | 不明    | アラン・クローカー                 | 脚本: デヴィッド・ウェドル & ブラッドリー・トンプソン 原案: ジョー・メノスキー                               | オブライエン                       | 1998年5月20日          | 548                    |
| 149 | 625 | "待っている女" "The Sound of Her Voice"                         | 51948.3 | ウィンリック・コルベ               | 脚本: ロナルド・D・ムーア 原案: Pam Pietroforte                                                              | 多数                               | 1998年6月10日          | 549                    |
| 150 | 626 | "決意の代償" "Tears of the Prophets"                            | 不明    | アラン・クローカー                 | アイラ・スティーヴン・ベール & ハンス・バイムラー                                                            | シスコ、ダックス、クワーク、ベシア | 1998年6月17日          | 550                    |

### 第7シーズン（1998年 - 99年）
| #       | #       | タイトル                                                           | 宇宙暦  | 監督                         | 脚本                                                                                 | 特集された キャラクター                        | 放送日         | プロダクションナンバー |
| ------- | ------- | ------------------------------------------------------------------ | ------- | ---------------------------- | ------------------------------------------------------------------------------------ | ---------------------------------------------- | -------------- | ---------------------- |
| 151     | 701     | "砂漠からの呼び声" "Image in the Sand"                             | 不明    | レス・ランドウ               | アイラ・スティーヴン・ベール & ハンス・バイムラー                                    | シスコ、ウォーフ、キラ                         | 1998年9月30日  | 551                    |
| 152     | 702     | "預言者の呪縛" "Shadows and Symbols"                               | 52152.6 | アラン・クローカー           | アイラ・スティーヴン・ベール & ハンス・バイムラー                                    | シスコ、ダックス、ウォーフ、キラ               | 1998年10月7日  | 552                    |
| 153     | 703     | "再生する魂" "Afterimage"                                          | 不明    | レス・ランドウ               | レネ・エシェヴァリア                                                                 | ダックス                                       | 1998年10月14日 | 553                    |
| 154     | 704     | "がんばれ、ナイナーズ!" "Take Me Out to the Holosuite"             | 不明    | チップ・チャーマーズ         | ロナルド・D・ムーア                                                                  | 多数                                           | 1998年10月21日 | 554                    |
| 155     | 705     | "愛に目覚める者" "Chrysalis"                                       | 不明    | ジョナサン・ウェスト         | レネ・エシェヴァリア                                                                 | ベシア                                         | 1998年10月28日 | 555                    |
| 156     | 706     | "予期せぬ亡命者" "Treachery, Faith, and the Great River"           | 不明    | スティーヴン・ポージー       | 脚本: デヴィッド・ウェドル & ブラッドリー・トンプソン 原案: フィリップ・キム         | オドー、オブライエン                           | 1998年11月4日  | 556                    |
| 157     | 707     | "今一度あの勇姿を" "Once More Unto the Breach"                     | 不明    | アラン・クローカー           | ロナルド・D・ムーア                                                                  | ウォーフ                                       | 1998年11月11日 | 557                    |
| 158     | 708     | "戦争の影-AR558攻防戦-" "The Siege of AR-558"                      | 不明    | ウィンリック・コルベ         | アイラ・スティーヴン・ベール & ハンス・バイムラー                                    | シスコ、ダックス、クワーク、ベシア、ノーグ     | 1998年11月18日 | 558                    |
| 159     | 709     | "裏切られた誓約" "Covenant"                                        | 不明    | ジョン・T・クレッチマー      | レネ・エシェヴァリア                                                                 | キラ、デュカット                               | 1998年11月25日 | 559                    |
| 160     | 710     | "ペーパームーンに抱れて-戦争の影パートII" "It's Only a Paper Moon" | 52235.7 | アンソン・ウィリアムズ       | 脚本: ロナルド・D・ムーア 原案: デヴィッド・アラン・マック & ジョン・J・オードヴァー | ノーグ                                         | 1998年12月30日 | 560                    |
| 161     | 711     | "崩れゆく家族の肖像" "Prodigal Daughter"                           | 不明    | ヴィクター・ロブル           | デヴィッド・ウェドル & ブラッドリー・トンプソン                                      | ダックス                                       | 1999年1月6日   | 561                    |
| 162     | 712     | "平行世界に消えたゼク" "The Emperor's New Cloak"                   | 不明    | レヴァー・バートン           | アイラ・スティーヴン・ベール & ハンス・バイムラー                                    | クワーク                                       | 1999年2月3日   | 562                    |
| 163     | 713     | "眠らぬ殺意" "Field of Fire"                                       | 不明    | トニー・ダウ                 | ロバート・ヒューイット・ウルフ                                                       | ダックス                                       | 1999年2月10日  | 563                    |
| 164     | 714     | "仮面の下の孤独" "Chimera"                                         | 不明    | スティーヴン・ポージー       | レネ・エシェヴァリア                                                                 | オドー                                         | 1999年2月17日  | 564                    |
| 165     | 715     | "アドリブ作戦で行こう!" "Badda-Bing Badda-Bang"                    | 不明    | マイク・ヴェジャー           | アイラ・スティーヴン・ベール & ハンス・バイムラー                                    | 多数                                           | 1999年2月24日  | 566                    |
| 166     | 716     | "闇からの指令" "Inter Arma Enim Silent Leges"                      | 不明    | デヴィッド・リヴィングストン | ロナルド・D・ムーア                                                                  | ベシア                                         | 1999年3月3日   | 565                    |
| 167     | 717     | "彷徨う心" "Penumbra"                                              | 52576.2 | スティーヴ・ポージー         | レネ・エシェヴァリア                                                                 | シスコ、ダックス、ウォーフ                     | 1999年4月7日   | 567                    |
| 168     | 718     | "偽りの契り" "'Til Death Do Us Part"                               | 不明    | ウィンリック・コルベ         | ブラッドリー・トンプソン & デヴィッド・ウェドル                                      | シスコ、ダックス、ウォーフ、デュカット、ウィン | 1999年4月14日  | 568                    |
| 169     | 719     | "決別の行方" "Strange Bedfellows"                                  | 不明    | ルネ・オーベルジョノワ       | ロナルド・D・ムーア                                                                  | ダックス、ウォーフ、デュカット、ウィン         | 1999年4月21日  | 569                    |
| 170     | 720     | "変節の時" "The Changing Face of Evil"                             | 不明    | マイク・ヴェジャー           | アイラ・スティーヴン・ベール & ハンス・バイムラー                                    | 多数                                           | 1999年4月28日  | 570                    |
| 171     | 721     | "嵐の予兆" "When It Rains…"                                        | 不明    | マイケル・ドーン             | 脚本: レネ・エシェヴァリア 原案: レネ・エシェヴァリア & Spike Steingasser            | 多数                                           | 1999年5月5日   | 571                    |
| 172     | 722     | "嵐に立つ者たち" "Tacking Into the Wind"                           | 不明    | マイク・ヴェジャー           | ロナルド・D・ムーア                                                                  | 多数                                           | 1999年5月12日  | 572                    |
| 173     | 723     | "心の決死圏" "Extreme Measures"                                    | 52645.7 | スティーヴ・ポージー         | デヴィッド・ウェドル & ブラッドリー・トンプソン                                      | ベシア、オブライエン                           | 1999年5月19日  | 573                    |
| 174     | 724     | "自由への叫び" "The Dogs of War"                                   | 52861.3 | エイヴリー・ブルックス       | 脚本: レネ・エシェヴァリア & ロナルド・D・ムーア 原案: ピーター・アラン・フィールズ  | 多数                                           | 1999年5月26日  | 574                    |
| 175–176 | 725-726 | "終わりなきはじまり" "What You Leave Behind"                       | 不明    | アラン・クローカー           | アイラ・スティーヴン・ベール & ハンス・バイムラー                                    | 多数                                           | 1999年6月2日   | 575–576                |

1. ↑  Netflixでは二つのエピソードがまとめられている